# Donnie Wahlberg
Donnie Wahlberg, född 17 augusti 1969 i Boston, Massachusetts, är en amerikansk skådespelare och sångare.

## Biografi
Donnie Wahlberg är namngiven efter sin far, vilket gör honom till en Jr. Han har sönerna Xavier Alexander (född 1993) och Elijah Hendrix (född 2001) tillsammans med ex-frun Kim Fey. Han är näst yngst av nio barn och bror till skådespelarna Mark och Robert Wahlberg. Wahlberg fick sitt genombrott som medlem i pojkgruppen New Kids on the Block. Han har även lånat ut sin röst i datorspelet Turok från 2008. Ett signum för Wahlberg är att han ofta spelar polis på film eller tv. Han hade en framträdande roll som C. Carwood Lipton i den prisbelönade serien Band of Brothers och är för tillfället aktiv i polisdramat Blue Bloods.

## Filmografi (urval)
- 1998 – Southie
- 1999 – Sjätte sinnet
- 2001 – Band of Brothers (TV-serie)
- 2002–2003 – Boomtown (TV-serie)
- 2003 – Drömfångare
- 2005 – Saw II
- 2006 – Annapolis
- 2006 – Saw III
- 2007 – Saw IV
- 2007 – Dead Silence
- 2008 – The Kill Point (TV-serie)
- 2008 – Righteous Kill
- 2010–2022 – Blue Bloods (TV-serie)
- 2011 – Zookeeper